# Massacre de 1951 na Albânia
O Massacre de 1951 na Albânia foi o assassinato sem julgamento de 22 intelectuais pela   República Socialista Popular da Albânia em 26 de Fevereiro de 1951, ordenados por Enver Hoxha, acusados de colocar uma bomba na embaixada da União Soviética em Tirana,, uma das vítimas era do sexo feminino e 21 do sexo masculino. Um dia antes outra pessoa, Jonuz Kaceli, foi morta acusada do mesmo crime. Foi a primeira vez que a Lei de Agitação e Propaganda contra o Estado foi usada.
Eles foram executados à meia-noite, perto da ponte Beshiri, a 15 km de Tirana, e foram enterrados em uma vala comum. 
Posteriormente foi descoberto que a bomba fora lançada por Hysen Llulla e Laçi Qazim.  O chefe da polícia durante esse tempo, Sali Ormëni, foi encontrado morto uma semana após o atentado.

## Antecedentes
O massacre da noite de 26 de fevereiro de 1951 começou com a prisão das 22 pessoas entre 20 e 22 de fevereiro de 1951. O pretexto foi a descoberta de uma pequena quantidade de dinamite na Embaixada Soviética em Tirana, em 19 de fevereiro, às 5:45 pm, e as pessoas detidas foram acusadas de estarem envolvidas com o atentado.

## Reação do governo comunista
Imediatamente após o evento, em 20 de fevereiro de 1951, houve uma reunião do Bureau Político e foram decididas que  medidas deveriam ser tomadas. Os comunistas mais proeminentes estavam nesta reunião: Enver Hoxha, Jakova Tuk, Mehmet Shehu, Bedri Spahiu, Hysni Kapo, Gogo Nushi, Spiro Koleka, Beqir Balluku e Liri Belishova. 
"Todos os membros aprovaram por unanimidade as medidas de primeiro-ministro". Mehmet Shehu, Vice-Ministro e Ministro de Assuntos Internos da Albânia comunista.
Nenhuma das 22 vítimas tinham qualquer ligação com o incidente e nenhuma tentativa foi feita para provar a ligação. Todas as prisões foram completamente políticas e preparadas por Sigurimi do Ministério do Interior albanês.

## Detenções e execução
As prisões foram feitas com base na lista preparada com antecedência pelo Ministério do Interior. A acusação, elaborada e assinada pelo procurador militar Siri Carcani e datada de 25 de fevereiro de 1951, foi o mesmo para todas as 22 vítimas citando:

Essas pessoas foram colocadas a serviço da espionagem imperialista estrangeira, e tornaram-se membros de uma organização terrorista - Siri Carcani, Procurador Militar da comunista Albânia.
Ele  admitiu mais tarde que, quando escreveu a acusação não tinha conhecimento de que nunca tinha sido realizada qualquer investigação. A acusação nunca foi comunicada a qualquer das vítimas e nenhum julgamento foi realizado.
As 22 vítimas foram mortas em 26 de fevereiro de 1951, seis dias após a primeira prisão. Todas as vítimas foram atingidas com base em um decreto do governo, emitido pelo Ministério do Interior, no mesmo dia dos assassinatos. O ministro do Interior, que emitiu o decreto foi Omer Nishani.

## Processo Legal
Em 5 de março de 1951, oito dias após os suspeitos serem executados, o processe de execução dessas pessoas foi aprovado pelo tribunal militar de Albânia.

## Consequências
Em 1991, todas as vítimas foram declaradas inocentes e foram postumamente condecoradas com a Ordem de Honra do Estado pelo presidente Bamir Topi.